# De Rijpgracht
De De Rijpgracht is een gracht in de Amsterdamse buurt Landlust. De gracht is per raadsbesluit van 27 april 1933 vernoemd naar de ontdekkingsreiziger Jan Corneliszoon Rijp (1570-1630), met dien verstande dat de gracht en bijbehorende straat een lidwoord hebben (de De Rijpgracht).

## Geschiedenis en ligging
De gracht is een westelijke zijtak van het Westelijk Marktkanaal. Over de gracht ligt de Anna van Saksenbrug in de Willem de Zwijgerlaan. De kades werden in 1935-1936 aangelegd, maar riolering was al in 1931 gepland. De gracht eindigt abrupt, in het verlengde ligt de De Rijpstraat.
De gracht werd gegraven op de plaats waar aanvankelijk de De Rijpstraat was gepland. Dat laatste is terug te vinden op kaarten van voor die tijd, waarop de De Rijpstraat een ingang aan de Willem de Zwijgerlaan had. Ook de nummering van de De Rijpstraat, die bij 125 begint, laat dat nog zien.
Er waren vanaf de aanleg al plannen om de gracht onder de Admiraal de Ruijterweg te verlengen naar de Erasmusgracht, die een uitstulping heeft richting de De Rijpgracht. Om dit te kunnen realiseren zouden na de Tweede Wereldoorlog woningen aan de zuidkant van de De Rijpstraat en Roelantstraat gesloopt moeten worden. In tijden van woningschaarste was het slopen van goede woningen echter geen optie.
Er werd wel een verbinding met een stalen buis gelegd met gemaalhuis, die buis ligt echter diep onder het wateroppervlak en wegdek. Een gevolg van het niet doorgaan van de plannen is dat de bebouwing van de De Rijpgracht en de De Rijpstraat niet op elkaar aansluiten; er is een gat in de bebouwing. Bij de Roelantstraat / Erasmusgracht / Joos Banckersweg is eenzelfde gat in de bebouwing. Vanuit de lucht gezien liggen de noordelijke bebouwing van de De Rijpgracht en de noordelijke Roelantstraat juist wel in elkaars verlengde.

## Woningbouw
Aan de noordzijde van de gracht bouwde woningcorporatie Zomers Buiten tussen 1932 en 1934 enkele complexen met woningwetwoningen, naar ontwerp van architect Zeeger Gulden in de stijl het het nieuwe bouwen. Ze hebben alle hetzelfde uiterlijk. Veel woningen, zowel aan de noord- als zuidzijde, waren eerst in het bezit van woningcorporaties, maar vele werden in de loop der jaren aan particulieren verkocht.

## Afbeeldingen

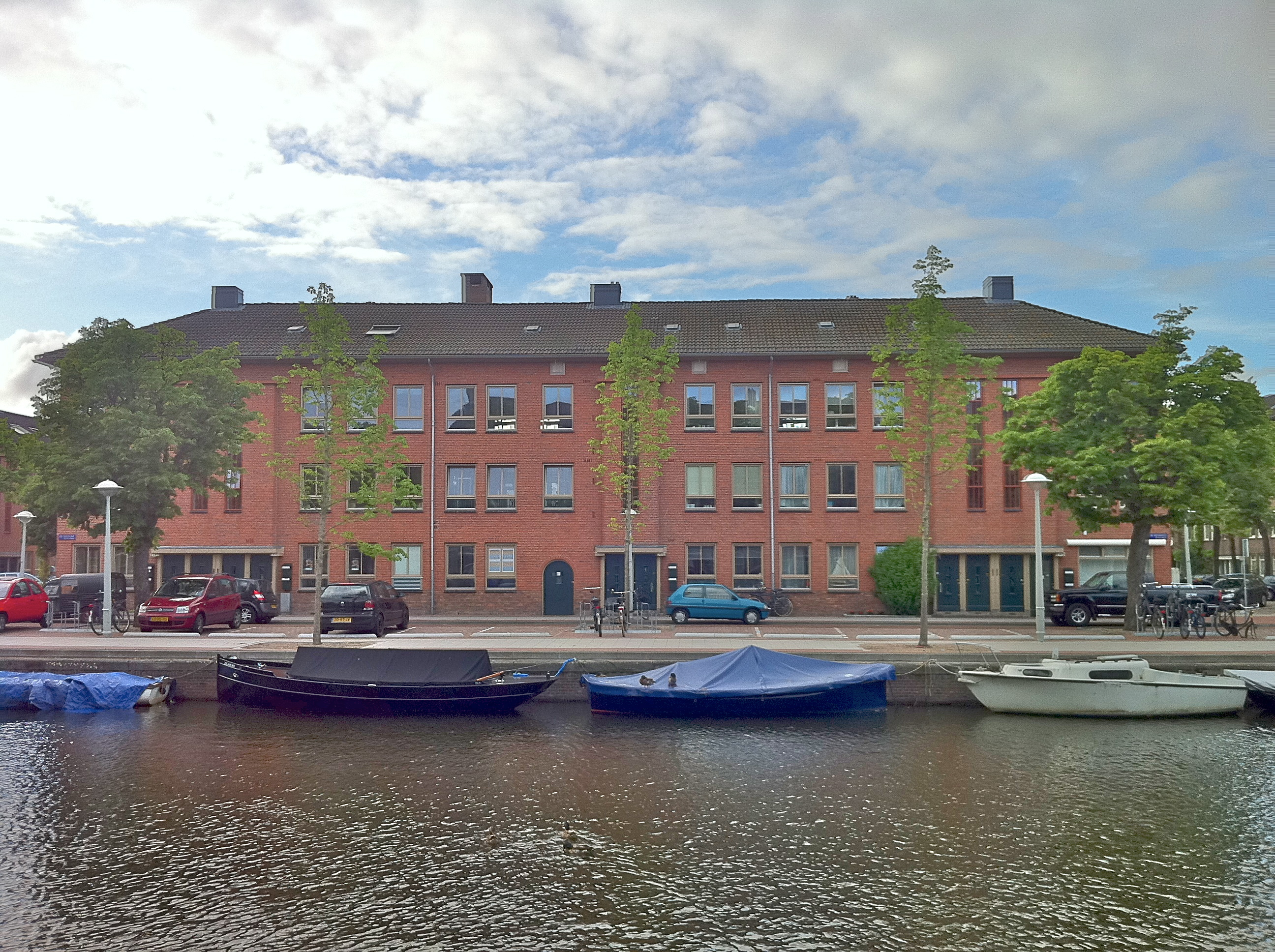
Woningen aan de De Rijpgracht, 2011.
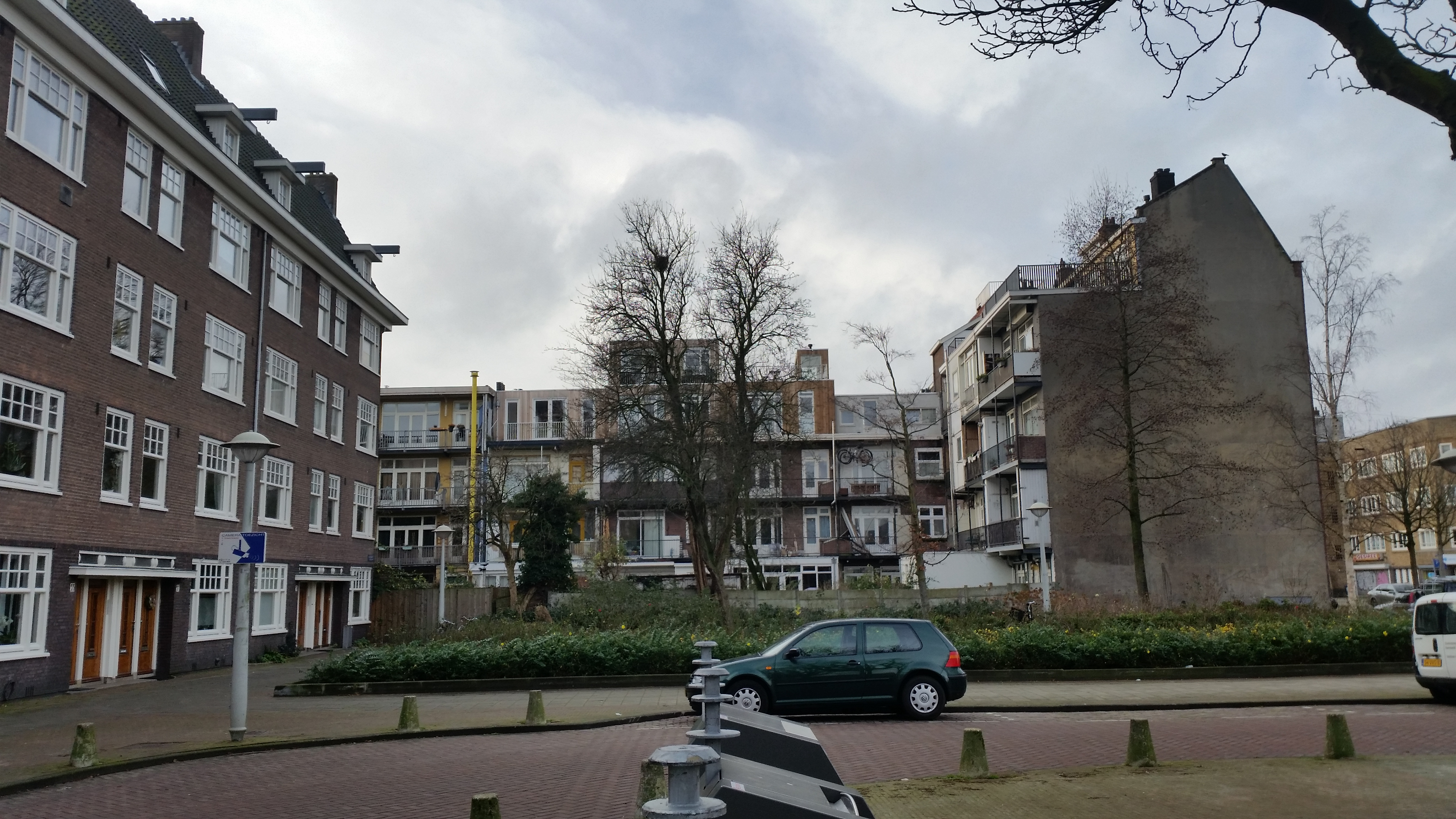
De bebouwing van de De Rijpgracht (links) sluit niet aan op die van de De Rijpstraat (rechts), december 2018.
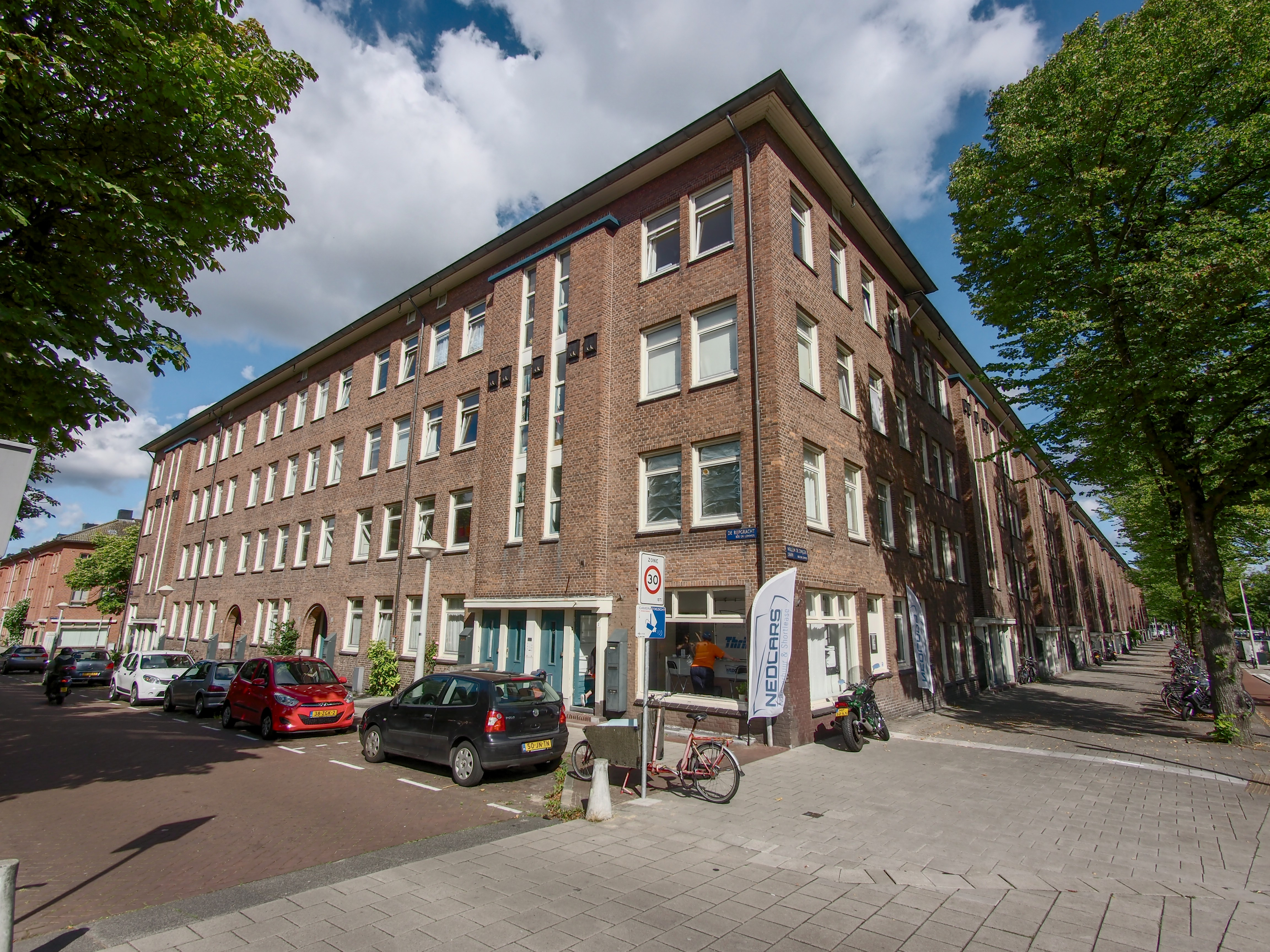
De Rijpgracht hoek Willem de Zwijgerlaan, 2017.
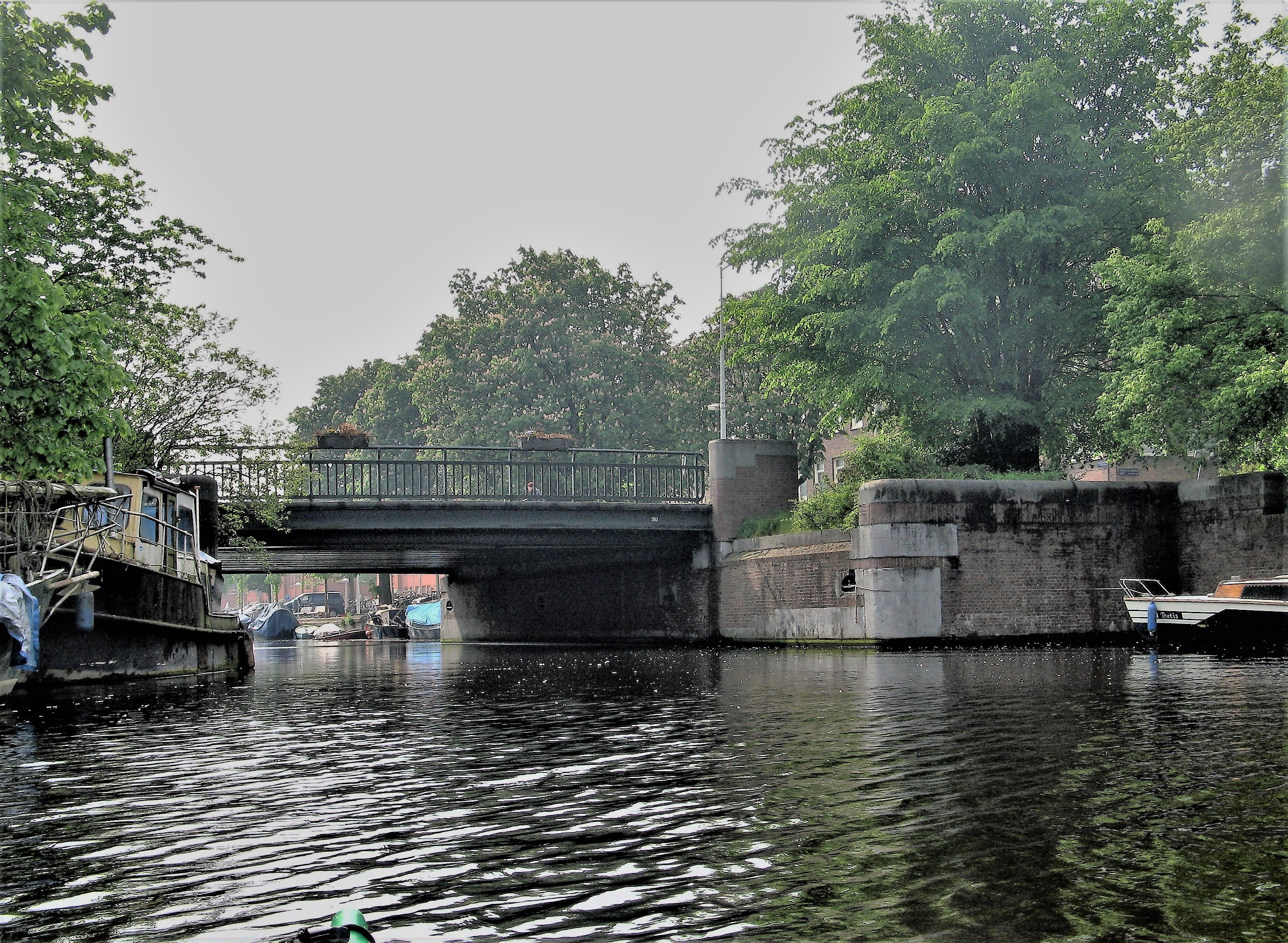
De Anna van Saksenbrug over de De Rijpgracht, 2011.
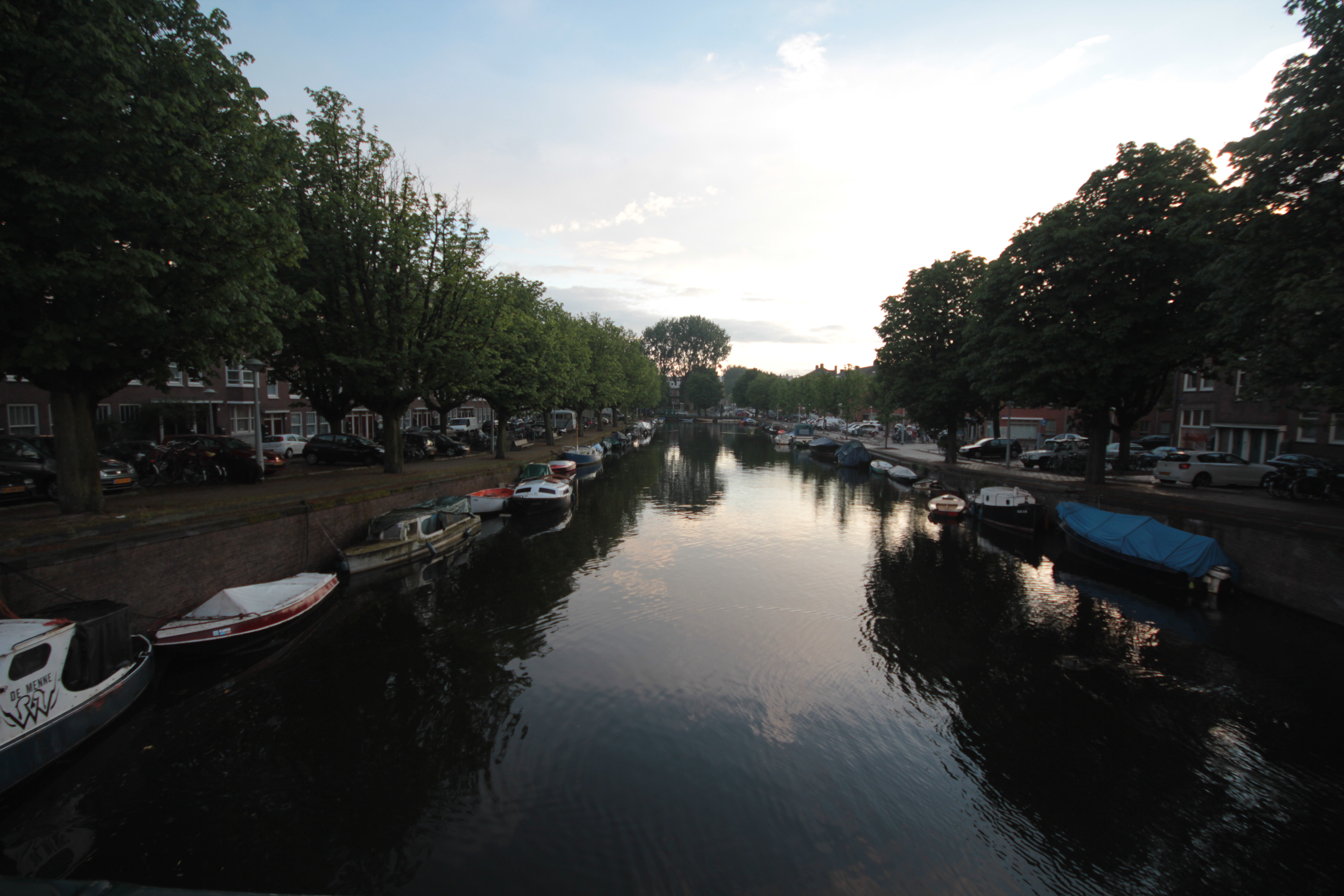
De Rijpgracht, juni 2012.